# Апт, Ульрих (Старший)

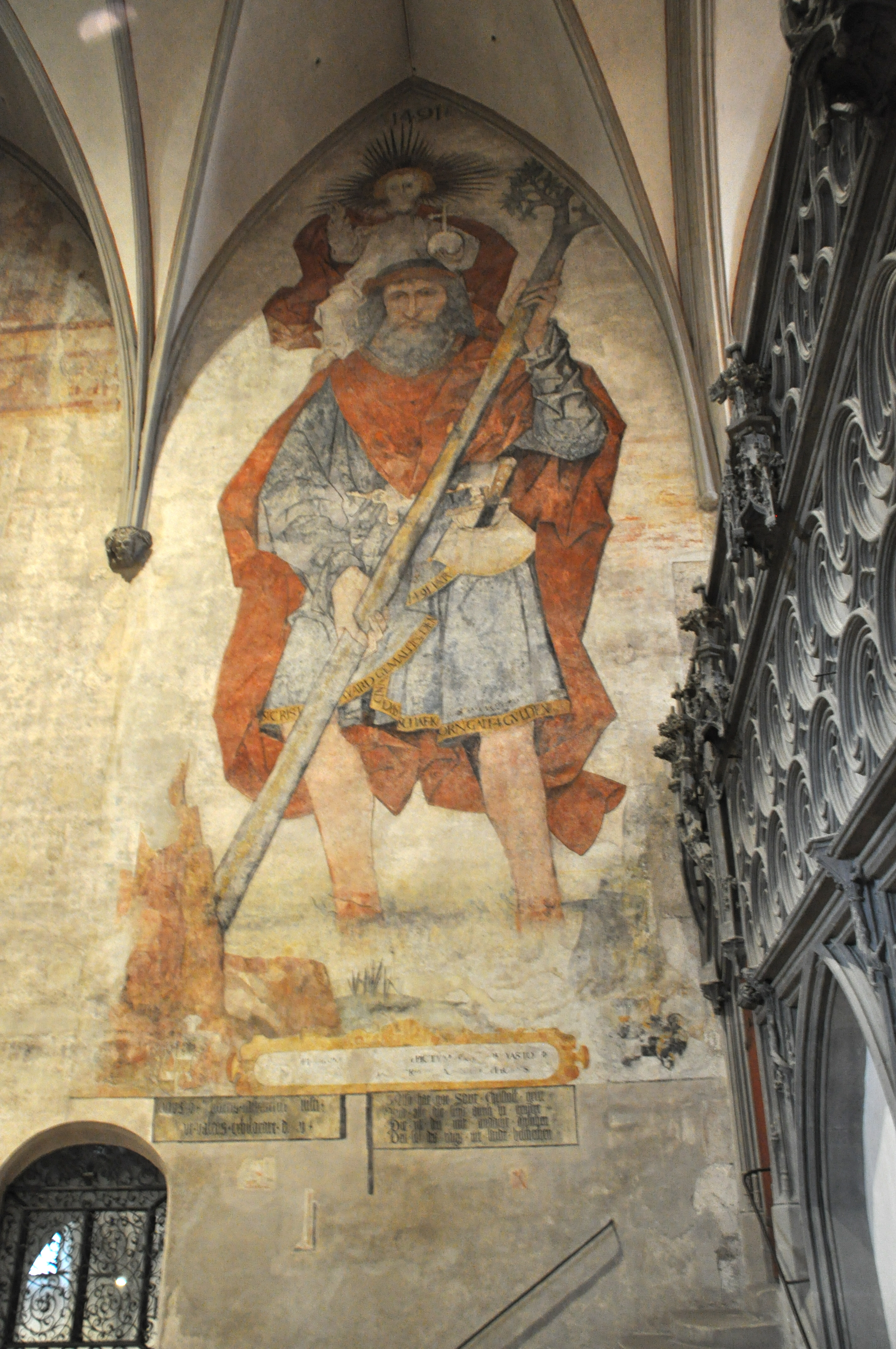
Ульрих Апт Старший, Фреска, изображающая св. Христофора, Аугсбургский собор

Ульрих Апт Старший (нем. Ulrich Apt der Ältere, * ок. 1460 г. Аугсбург; † 1532 г. Аугсбург) — немецкий художник эпохи Позднего Средневековья.

## Жизнь и творчество
Сын также живописца Петера Апта, указанного в аугсбургской книге регистрации ремесленников ( Augsburger Handwerksbuch). С 1481 года Ульрих Апт работает в Аугсбурге как самостоятельный мастер. По заказу аугсбургского патриция Мартина Вайса он для местного монастыря Св. Креста изготавливает створчатый алтарь, на левом крыле которого изображено рождение Христа (ныне эта часть хранится в Виндзорском замке), а на правом — поклонение волхвов (ныне хранится в Лувре). А 1516 году У.Апт, наряду с некоторыми другими городскими художниками, получает от магистрата заказ на украшение здания городской ратуши Аугсбурга картинами и изображениями предков и военными сценами к прославлению правящего императорского дома. Данные работы до настоящего времени не сохранились, за исключением двух поясных мужских портретов, хранящихся в венском Художественно-историческом музее и в картинной галерее Дессау. Художественная мастерская Ульриха Апта была одной из лчших в городе, ив ней трудились также и трое его сыновей: Ульрих Апт Младший, Якоб и Михаэль.

## Работы
- 1491: Фреска с изображением св. Христофора в Аугсбургском соборе
- 1495/96: Росписи в церкви, месте паломничества, св. Афра в Полях, Фридберг (St. Afra im Felde) — не сохранилось
- 1509: Роспись створчатого алтаря в церкви св. Марица в Аугсбурге — не сохранилось

## Дополнения
- Апт, Ульрих (Старший) в Немецкой национальной библиотеке.